# 338 (číslo)
Tři sta třicet osm je přirozené číslo, které následuje po čísle tři sta třicet sedm a předchází číslu tři sta třicet devět. Římskými číslicemi se zapisuje CCCXXXVIII a řeckými číslicemi τλη.

## Matematika
338 je:
- Deficientní číslo
- Šťastné číslo
- Nepříznivé číslo

## Astronomie
- (338) Budrosa je planetka hlavního pásu, kterou objevil v roce 1892 Auguste Charlois

## Doprava
- Silnice II/338 je česká silnice II. třídy vedoucí na trase Vrbka – Zbýšov – Čáslav – Žehušice – silnice I/2[1][2][3]

## Roky
- 338
- 338 př. n. l.